# 聖鬥士星矢 NEXT DIMENSION 冥王神話
《聖鬥士星矢 NEXT DIMENSION 冥王神話》是車田正美所描繪的日本漫畫作品。2006年8月於《週刊少年Champion》的36、37合併號正式開始連載。故事講述距離《聖鬥士星矢》本篇所處年代 (1990年) 的243年之前的聖戰。
由於維持當初預定的每週全彩連載的創作方式比較困難的關係，從第38號開始改為不定期連載。持續了幾回不定期連載後，原本預定在2007年2月刊載的第9話實際沒有刊載，再度休載，於2007年的《週刊少年Champion》第34號宣布，《NEXT DIMENSION 冥王神話》將於《週刊少年Champion》第36、37號合併號（2007年8月2日發售）開始重新連載。

## 劇情簡介
故事講述二百四十三年前，剛從青銅聖鬥士上升為黃金聖鬥士的年輕的童虎和史昂二人，得知冥王今世選中的人間體所在的地方，於是決定私自行動。到達目的地時他們發現冥王所選中的少年是一個喜愛繪畫的溫柔少年·亞倫。正當童虎和史昂要襲擊亞倫的時候，亞倫的摯友天馬出現，不知聖鬥士為何物的天馬卻穿上天馬星座的青銅聖衣並向童虎和史昂揮拳相向。但天馬因為實力懸殊而被打倒在地。於是他在趁亂之際帶亞倫逃走。這時亞倫的身上似乎有某種異樣的東西在蠢蠢欲動……
而在現代經過冥王之戰後，因為身中冥王之劍的星矢始終無意識，現代的雅典娜城戶沙織評估星矢以經處於命危狀態，一但冥王之劍在星矢的身上，那麼星矢在三日之後就會喪命。沙織為了拯救星矢決定拜訪她的姐姐月神阿爾忒彌斯，更與時間之神柯羅諾斯做個交易穿越的時空抵達前聖戰的聖域。此時的聖域不僅正遭受上一代冥鬥士的攻擊，更有部分黃金聖鬥士選擇投靠冥王。而且在背後還有傳說中的『第十三位黃金聖鬥士蛇夫座』正策劃推翻雅典娜藉此顛覆聖域......

### 設定變動
在《聖鬥士星矢》本篇的極樂淨土篇中，冥王哈迪斯在與星矢激戰途中，認出星矢是「在神話時代曾經傷害過自己的人」。而在ND的序章之中，車田正美將之改成「在前聖戰傷害過自己」，並以此帶出「冥王與天馬星座的前世是朋友」這個新設定。
本來設定是講述二百四十三年前的聖戰的故事，但車田在第14話筆峰一轉，轉而跳到二百四十三年後轉生為雅典娜的沙織與冥王激戰後的時點，並且劇情涉及時空穿越以及天界篇的發展，令一直平實的故事情節突起波瀾。

## 登场人物

### 上代 1743年

#### 雅典娜军
司掌『智慧』女神 雅典娜 薩莎
1743年年代的智慧女神雅典娜在人间的转生，天馬座 天馬的青梅竹馬。對天馬当强盗一事感到很不悅，一直要他停止這種行為。薩莎、天馬和亚伦三人在花叢中，薩莎親手編織三個花環(其中兩個給天馬和亚伦)，解釋他們的羈絆是不會被切斷，但随后，薩莎因為未來的雅典娜城户沙织在1743年代出現而昏睡不醒，目前天馬从奥德修斯口中得知薩莎就是雅典娜转生，并且冥王军也已经得知这一消息，已经派出冥斗士来刺杀薩莎。天馬正在赶往保护薩莎的途中。
司掌『智慧』女神 雅典娜 城户沙织
武器：勝利女神權杖、雅典娜之盾
圣斗士星矢原著年代（1990年）的智慧女神雅典娜在人间的转生
在于哈迪斯一役后，一直照顾着受伤昏迷的天马座 星矢，發現星矢生命危在旦夕后，决意前往月之神殿向自己的姐姐 月亮女神 阿尔忒弥斯請教如何救回星矢，從阿尔忒弥斯口中得知时间之神 柯羅諾斯可以穿越時空和操控时空，並由月之魔女 赫卡忒帶路下到達「時空之門」找到柯羅諾斯，柯羅諾斯得知自己的身份與目的後和仙女座 瞬被帶到兩百四十三年前，接受柯羅諾斯以三天的時間(一旦超過三天以後就會回不來)也不可以改變歴史，雖然成功穿越到兩百四十三年前，但自己卻受柯羅諾斯的影響而退化到嬰皃狀態，險被叛变的教皇給殺害，所幸被处女座 施寂摩所救。目前蛇夫座黄金圣斗士已经复活，沙织身中蛇毒，被保护在蛇蛋之中，等待奥德修斯的到来。
生命之球 LIFE SPHERE
產生強力的透明球狀防禦結界。
眾神假死之法 MISOPETHA-MENOS
把人體進入假死狀態，一年心跳慢至只等如一日，是延長生命的方法。

##### 青铜圣斗士
雅典娜之聖鬥士，守護聖域中的聖鬥士，共有四十八人，他們的拳速及身體的動作都到達到馬赫一，身穿『青銅聖衣』。
天马座 天马
天马座圣斗士
使用「流星拳」作戰，(星矢的前世)。有着日本人的血统。与萨莎是青梅竹马，在当强盗的途中遇到了亚伦，与他成为了朋友，天马同时也是巨爵座水镜的徒弟。
在天秤座 童虎与白羊座 史昂面前出现时是个带着一匹名为佩格萨斯（跟希腊神话中登场的有翼飞马同名）的白马的谜之少年，虽然早已获得圣衣及觉醒了小宇宙，但对于圣斗士和圣衣等基本知识，却是直到与童虎和史昂相遇之前都不知道。
小时候曾当过强盗，在雪山避难时与心地善良的亚伦相遇，并且偷走他的衣服和食物，但被巨爵座 水镜給抓回来，得到亚伦的原谅，并从水镜那里学到人类的温暖而从此改过，之后和亚伦成为朋友并成为水镜的弟子。水镜出走之时把巨爵座的圣衣交给自己托管，这圣衣在天马遇上危机的时候救他一命，为帮助亚伦前往哈迪斯城但遭到史昂和童虎的制止，随后三人一起前往哈迪斯城却遭遇冥界三巨头 天贵星 狮鹫 维梅尔险些被杀害，但遇見成為已成為冥界三巨头 天雄星 迦楼罗的水镜後因冥鬥士要回城集合才得已保命。回到聖域後遇見瞬，和瞬一起通過闯宫,去通知後面的黃金聖鬥士。後在獅子宮被獅子座凱撒證實為自己是真正的聖鬥士。前天马从奥德修斯口中得知萨莎就是雅典娜转生，并且冥王军也已经得知这一消息，已经派出冥斗士来刺杀萨莎。天马正在赶往保护萨莎的途中。
天馬流星拳 PEGASUS METEOR FIST
沿着天馬座星位以每秒鐘可以發出數百拳的超越音速的拳法，極限時達至光速的境界。经过奥德修斯指导后，打出光速的流星拳，击中了神一般的蛇夫座黄金圣斗士奥德修斯。
天龍座 紫龍
武器：天龍座之盾
天龙座圣斗士，曾在中国庐山在天秤座黄金圣斗士童虎的指导下修行。
于48话出场，冰河来到庐山寻找紫龙，要其一同前往拯救星矢，但紫龙拒绝了，本来十分愤怒的冰河发现紫龙和春丽收养了孤儿翔龙后离开。此时天斗士斗马来到庐山，他痛斥紫龙并将他打下庐山大瀑布，紫龙醒悟，与春丽和翔龙告别后再度踏上战斗之路。当他在奥林匹斯迷路时遇上了向冰河转达了一辉“先走一步”消息的月之魔女 赫卡忒，在答应赫卡忒以童虎留下的手杖作为报酬后，赫卡忒带紫龙找到冰河，在冰河以“冰之环”封住斗马后，两人跟随赫卡忒来到柯罗诺斯之湖，此时赫卡忒却不肯接受童虎的手杖并表示从手杖中感受到强大的小宇宙，手杖是日后守护紫龙的重要物件。此后，紫龙与冰河共同穿越时空回到前圣战时代。
廬山昇龍霸 Rozan Sho Ryu Ha
將全身力量集中於右拳進行攻擊
廬山龍飛翔 Rozan Ryu Hi Shou
用身體直線型的衝撞敵人的攻擊。
廬山亢龍霸 Rozan Kou Ryu Ha
天龍座究極奧義，抱着敵人直衝天際雙雙毀滅，但同時也會讓自己付出生命的代價。
廬山百龍霸 Rozan Hundred Dragon Fist
天龍座最大奧義，相當於昇龍霸一百倍的威力，這項絕技的攻擊範圍大，穿透力強，故具備十分強大的殺傷力
聖劍 Excalibur
利用小宇宙所凝聚成光之刃，其銳利程度簡直就是「聖劍」，能輕易砍開鑽石，最高境界能夠切開空間; 黃金聖鬥士 摩羯座 修羅傳授。
白鸟座 冰河
白鸟星座圣斗士
使用「冰」作戰，有“冰原貴公子”之稱。日俄混血兒
母親因沉船而長眠於西伯利亞海底。師傅為黃金聖鬥士 水瓶座 卡妙。
圣斗士星矢原著年代（1990年）圣斗士，哈迪斯一战后虽然回到地上，但却跟星矢等人分离，回到圣域后阻止睡天使 斗马殺死星矢，使出白鳥之舞「鑽石星塵」冻结斗马。
其后来到庐山寻找紫龙，要其与自己一同出发拯救星矢，为紫龙拒绝后本来十分愤怒，但当他发现紫龙和春丽收养了孤儿翔龙后理解的离开。
来到奥林匹斯后冰河在迷宫中迷路，此时斗马出现向其挑战，而冰河则急于前往雅典娜身边。此时月之魔女 赫卡忒出现向冰河转达了一辉此前“先走一步”的话，其后紫龙赶到，冰河以“冰之环”封住斗马都和紫龙一同跟随赫卡忒前往柯罗诺斯之湖穿越时空回到前圣战时代。
冰之噮 Ice Ring
以冰噮涷住敵人。
冰之棺 Freezing Coffin
把敵人冰封，而且千年不融化。
鑽石星塵 Diamond Dust
把敵人給凍住，此招式如同雪花一樣，也如同星辰一樣的美麗，也撒落的珠玉那樣潔白
極光雷電攻撃 Aurora Thunder Attack
雙手發出巨大的凍氣竜卷風，連大瀑布也可瞬間涷結。
極光處刑 Aurora Execution
白鸟座最大奧義，產生七彩極光色的涷氣，對手會被冰封然後再粉碎落下。
仙女座 瞬
武器：仙女座鎖鏈
仙女星座圣斗士
使用「鎖鏈」和「風」作戰，鳳凰座 一輝的弟弟，因一輝代替前往死亡皇后島，改而往傳說之島仙女島修行。
圣斗士星矢原著年代（1990年）圣斗士，哈迪斯一战后虽然回到地上，但却跟星矢等人分离，回到圣域后为使星矢回复原状，陪同沙织一同前往奥林匹斯山的「月之神殿」，從月亮女神 阿尔忒弥斯口中得知时间之神 柯羅諾斯得穿越時空和操控時間，並由月之魔女 赫卡忒帶路下到達「時空之門」找到柯羅諾斯，柯羅諾斯得知雅典娜的身份並知道衪的目的，把雅典娜和瞬帶回243年前。
而瞬在上代聖域內遇見天马座 天马，更幾乎誤以為他是星矢，得知雅典娜有危險後，共同前往雅典娜神殿時白羊座 史昂阻止，冥鬥士攻到時，史昂才讓路前往雅典娜神殿，第二宮「金牛宮」的金牛座 奧克斯狠揍兩人還是叫他們繼續前進，接着天馬和瞬的背後出現了冥鬥士，到双子宫，凭借之前闯十二宫的经验成功通过双子宫，后因见天马未出折回救天马，遭遇双子座黄金圣斗士的「异次元空间」的攻击，但此时天雄星水镜出现截下二人，二人继续赶往第四宮「巨蟹宫」，被巨蟹座 迪斯托尔的「积尸气冥界波」打去冥界，回來後再被他的「沉默之棺」吸入。於處女宮遇上當時守宮的處女座黃金聖鬥士釋靜摩的分身，更被分身打出的"佛陀四門"困住，幸好殘留在仙女座聖衣的沙加精神意念現身並出手拯救，更向釋靜摩示意瞬是沙加之後，下一任處女座黃金聖鬥士的繼任人，所以沙加有責任力保瞬的安全。最後釋靜摩理解並放行。
星雲鎖鏈 Nebula Chain
集中小宇宙在鎖鏈上揮打對手。
雷電波浪 Thunder WAVE
鎖鏈沿閃電的紋路追擊對手。
蜘蛛網 SPIDER NET
鎖鏈形成蜘蛛網捕捉對手。
撒網 CASTING NET
鎖鏈形成井形網捕捉對手。
螺旋導管 SPIRAL DUCT
鎖鏈形成大漩渦捕捉對手。
回飛棒 BOOMERANG SHOT
鎖鏈形成回飛棒追擊對手。
野獸陷阱 WILD TRAP
鎖鏈形成野獸陷阱捕捉對手。
巨型捕獲 GREAT CAPTURE
鎖鏈形成大圓網捕捉對手。
仙女座星雲 Andromeda nebula
攻守一體之陣，把鎖鏈形成漩渦圍着自己，一旦對手進入便會發動攻撃。
星雲旋風 Nebula Stream
產生強力的旋風束搏著對手行動。
星雲風暴 Nebula Storm
仙女座最大奧義，把「星雲旋風」的氣流急速加劇，產生猛烈的風暴，威力足以把對手撕裂得粉碎。
凤凰座 一辉
凤凰星座圣斗士
使用「火焰」作戰，有“不死鳥”之稱。仙女座 瞬的兄長，眉間的傷疤是明顯的特徵。
暗蓝色的短发，线条刚硬的脸，浓眉前刻着一道伤痕，目光冷酷，性情外冷内热，为人孤僻，一向独断独行，總是表現出一副冷酷無情的表情。
圣斗士星矢原著年代（1990年）圣斗士，哈迪斯一战后虽然行踪不明，但突然出然於天界奧林匹斯山上，在阿尔特弥斯侍女卡利斯托麾下的游击队长 拉斯库蒙击倒了瞬之后及時出现，并将拉斯库蒙一击秒殺後離開。
一辉原本打算潛入「月之神殿」殺死那個襲撃雅典娜的主謀，但跟掉了拉斯库蒙而在奧林匹斯山上迷路，直至遇到月之魔女 赫卡忒。
一辉到时间之神 柯羅諾斯那里本来要打醒他，不过先在「时空之湖」里面发现一个红色星云，里面有著「花之锁」，花之锁还散发出圣域花园的香气，一辉认为如果跟著「花之锁」就可以找到雅典娜，於是要月之魔女将这想法转告给紫龙和冰河后，就跳入了「时空漩涡」。
鳳凰幻魔拳 Phoenix Genma Ken
對神經系統進行打擊，使對手產生心中最可怕的幻覺，可以支配精神并使其精神崩潰喪失戰鬥力的鬥技。
鳳翼天翔 FLAMING PHOENIX'S FLIGHT
鳳凰座最大奧義，掀起高速烈焰風，最後以拳壓形成火焰鳳凰，造成極強破壞力的鬥技，威力足以粉碎星辰。

##### 白银圣斗士
雅典娜之聖鬥士，比青銅聖鬥士高級的聖鬥士，共有二十四人，只要一接到聖域的指令，就立即奔赴世界各地，以強大的戰鬥力圓滿地完成任務。他們的拳速及身體的動作都到達到两倍-五倍音速，毁灭山崩地裂，分裂大海，身穿『白銀聖衣』。
巨爵座 水镜
巨爵座白银圣斗士，使用「水」作戰。
請详见冥界三巨头之一 天雄星 迦楼罗。
冰枪白莲华
巨爵座奧義，將大氣中的水份結晶化成獠牙，射出眾多的冰之槍，威力足以貫穿黄金圣衣。
冰枪百牙旋岚
巨爵座最大奥义，将无数结晶的冰枪如旋风一般旋转释放。

##### 黄金圣斗士
雅典娜之聖鬥士，他們的守護星就是黃道十二宮的白羊、金牛、雙子、巨蟹、獅子、處女、天秤、天蠍、人馬、山羊、水瓶、及雙魚，共有十二人，黃金聖鬥士的戰鬥力是眾多聖鬥士裡最強的，擁有災難性的破壞力量，他們的拳速及身體的動作都到達到光速，拥有灾难般的破坏能力，挥手粉碎星球，扭曲时空，身穿『黃金聖衣』。
白羊座 史昂
出生地：西藏
第一宮「白羊宮」守護者，使用「光」和「念力」作戰。
童虎的挚友。原本是青铜圣斗士，由於實力強大，为准备这个时代的圣战而跟童虎一起晋升为黄金圣斗士，头发比原作时要短。
和童虎出手制止天馬为帮助亚伦前往哈迪斯城，随后三人一起前往哈迪斯城却被結界弱化90%力量，遭遇冥界三巨头 天贵星 狮鹫 维梅尔险些被杀害，但遇見成為已成為冥界三巨头 天雄星 迦楼罗的水镜，後因冥鬥士要回城集合材得已保命，在巨爵座的水中看到自己未来的样子（原作中教皇的模样）而大吃一惊。
在第一宮「白羊宮」史昂虽然相信了仙女座 瞬和天马所说的话，但是仍然固执没有教皇或雅典娜的命令，不允许他们穿过白羊宫，接着，冥斗士登场，「水晶墙」展开，所有冥斗士都被反弹，此时，天雄星 迦楼罗 水镜出现，向「水晶墙」彈一块小石头，「水晶墙」粉碎。史昂使出「星屑旋轉」殺死四名湧上的冥鬥士後，與水镜不斷拳锋交错，再被水镜打倒時，目見水镜竟然流出血淚，後與水镜比拼「小宇宙」，然而不敵於水镜的強大小宇宙被轟飛，卻得到突然由未來扺達「白羊宮」的凤凰座 一辉救助，水镜前往下一宮後，因預感可能還有敵人來犯，托一辉救助雅典娜，自己留守「白羊宮」。在感受到童虎的呼唤后，一条蛇突然出现在史昂面前，蛇告诉史昂自己是御使，要史昂追随将要来到的那位大人杀掉雅典娜，史昂惊觉蛇夫座黄金圣斗士奧德修斯可能复活的事情。
念動力 PSYCHOKINESIS
以意念瞬间移动物体或人，速度达到光速。
水晶牆 Crystal Wall
产生一道看不到且无法通过的防护墙，能对对手攻击产生反作用。
星屑旋轉 Stardust Revolution
白羊座最大奧義，由恆星和星系星塵然後立即化為星屑把對手捲入摧毀粉身碎骨。
金牛座 奥克斯
第二宮「金牛宮」守護者，被稱為「黃金野牛」，體形非常巨大，而且拥有十分巨大的力量，有严格认真的性格。
对于刚成为黄金圣斗士的童虎和史昂擅自去行刺冥王险些送命的行为感到十分不满，正欲以「巨型号角」教训他们时被山羊座 以藏所阻止，在雅典娜穿越時空到達時，和以藏、处女座 释静摩到達現場，但被教皇使開，鎮守金牛宮，奥克斯臭揍了天馬座 天马和仙女座 瞬一顿还是令其继续前进，接着天马和瞬的背后出现了冥斗士，奥克斯更感觉到随后而来的更强大的家伙，並使出「巨型號角」殺死四名不自量力的冥鬥士，與天雄星 迦楼罗 水镜展開激烈交戰，奥克斯警告水镜不要再前進三歩，否則只會死路一條，水镜踏過三步後，奥克斯竟然以坐着的姿態随手一掌就把水镜推飛老遠更重傷吐血，因為水镜的「天雄星迦楼罗冥衣」防御力較高所以水镜拾回一命，「天雄星迦楼罗冥衣」也破碎了一些，奥克斯與水镜比掌時，水镜把大空中的水份集中一點扺抗了，奥克斯正欲使出「巨型号角」破壞水镜的水分子護盾，卻遭水镜突然之間使出「冰枪白莲华」冰封，水鏡因而通過金牛宮。
巨型號角 Great Horn
金牛座最大奧義，雙掌推出巨大的衝撃波，威力足以撼动大地。
双子座 該隱
第三宮「双子宮」守護者，双子兄弟中亚伯的哥哥。
每当双子座受正义一面控制时该隐就会出现。
该隐的小宇宙既正义又强大，并不喜欢作无谓的战斗，是同时兼备着力量与正义，是真正的圣斗士。
認為亚伯只是一个影子，在年幼的时候就若隐若现了，虽说这样但該隱确信他无时无刻都在該隱身边。
在双子宫阻止亚伯对天雄星 迦楼罗 水镜的攻击，用压倒性的力量制服水镜，在得知亚伯用「幻胧魔皇拳」攻击了水镜并打算利用水镜杀死雅典娜后大怒，挥拳击向亚伯并骂其为恶魔，亚伯随后却说他在帮该隐实现心愿并说在该隐善良的背后隐藏着邪恶之心，该隐听后又惊又怒。
在見識到凤凰座 一辉的「鳳翼天翔」后，決定足以震憾銀河系的雙子座最大奧義「銀河星爆」，压倒性力量击倒凤凰座 一辉，但相信一辉后以“起死回星”希望将他救活，但由于亚伯的突然出现而受到干扰。该隐最终压制住亚伯迫使其消失，在告知一辉自己和亚伯是神的恶作剧后放一辉通过双子宫。
銀河星爆 Galaxian Explosion
雙子座最大奧義，瞬间爆发体内的小宇宙能量，形成龐大的群星，集中倾泻在对方身上，物理杀伤力毋庸置疑，威力足以粉碎銀河群星。
双子座 亚伯
第三宮「双子宮」守護者，双子兄弟中該隱的弟弟。
認為該隱是自己一个影子。
每当双子座受邪恶一面控制时，亚伯就会出现。
已經投靠了冥王哈迪斯，背叛了女神雅典娜。
实力极强的黄金圣斗士，在双子宫痛殴欲通过双子宫的天馬座 天马，在仙女座 瞬返回救天马时又对二人施展「异次元空间」，卻被天雄星 迦楼罗 水镜拦截，后向水镜表示自己愿投冥王并询问冥王给了水镜什么好处，遭水镜痛斥并与之激战，亚伯單手封住水镜的“冰枪白莲华”，正欲对其施展「异次元空间」时被兄长该隐拦下，後對水镜使出傳說中的魔拳「幻朧魔皇拳」，并放任他离开双子宫，欲借水镜之手除掉雅典娜，该隐得知后骂亚伯为恶魔并对其展开攻击，亚伯却说自己只是在帮助兄长实现心愿，并说在该隐善良的背后隐藏着邪恶之心，继而表示自己会为该隐效力，“兄长就继续扮好人吧，为非作歹这种事就由亚伯出面代行吧”，之后在该隐的又惊又怒中突然消失。
其后出现干扰该隐救助一辉，但被该隐压制并迫使其消失。
异次元空间 Another Dimension
将敌人送往异次元空间的彼方。
幻朧魔皇拳 VISION DEMON IMPERIAL FIST
傳說中的魔拳，完全支配對手的精神和肉體，中這招的人只有在殺了人後才能清醒。
銀河星爆 Galaxian Explosion
雙子座最大奧義，瞬间爆发体内的小宇宙能量，形成龐大的群星，集中倾泻在对方身上，物理杀伤力毋庸置疑，威力足以粉碎銀河群星。
巨蟹座 迪斯托尔
第四宮「巨蟹宮」守護者，使用「積屍氣」作戰，面貌十分丑陋但是身具压倒性力量与高尚人格，独自在巨蟹宫深处为亡灵修建棺材，被称为“棺桶师”。
看似是骑墙派，但对于任何妄图闯过巨蟹宫的人都不放过，一口贵妇人腔调，自登场以来，一直使用女性用语颇令人在意。
向瞬和天馬解釋巨蟹宮的死人臉是因為亡靈對現世的留念而以某種形體方式出現。
所以常在宮內做棺材，把无法斩断留恋，徘徊于现世的亡灵们送回去。
虽然迪斯托尔早已得知了教皇与卡迪纳尔叛变的事情，但是他依然向天马和瞬发出了「积尸气冥界波」，在天马和瞬回到現世後，利用「沉默之棺」吸入他們，此時天雄星 迦楼罗 水镜來到，迪斯托尔原本說不准讓水鏡通過，又說自己太忙放他而去。表示如果哈迪斯赢了就做死者的看守人，雅典娜赢了就继续当他的圣斗士，被水镜指出这点后，迪斯托尔对瞬，天马，水镜发出冥界波但是冥界波对身穿冥衣的水镜无效，反而启动了「幻朧魔皇拳」的开关，打算瞬和天马作为「幻朧魔皇拳」的牺牲品而來到黄泉比良坂，随后追上来的水镜的使用「冰槍白莲华」，但是利用沈默之棺擋下了。迪斯托尔煽动水镜杀死瞬和天马，水镜一击打向天马，所幸水鏡因為先前中了一輝的「鳳凰幻魔拳」產生了些免疫，並沒有完全受到控制。知道水鏡恢復正常後，迪斯托爾說你們會後悔的，表示自己要動真格了，隨後一對三將瞬、天馬、水鏡摔出去。在关键时刻，被天马运用沉默之棺封住。
積屍氣冥界波 Corpse Underworld Wave
巨蟹座奧義，直接攻击对手的灵魂，强制把对手的肉体和魂魄分离送往冥界入口黄泉比良坂，中招後必死無擬而且永不超生，還可以撕裂對手的靈魂飄散於异次元世界。
沉默之棺
神話時代所留下的傳說之棺，威力极大,只要回答就會被吸進去,永远都无法出来。
桃尻爆弹
巨蟹座奥义，通称“桃爆”，是通过将力量集中在臀部给敌人以重击的招式。
蟹座八方美人拳
巨蟹座奥义，以光速的动作全面攻击从四面八方涌来的敌人。
娑婆陀芭陀亚
巨蟹座奥义，能够将人或者物体转移至另一个空间。
狮子座 凯撒
第五宮「狮子宮」守護者，被誉为「荒狮子」，使用「光速拳」作戰。
凯撒长得就像眼神凶恶版的艾欧里亚，身旁有一匹叫“戈爾迪”的雄性巨狮。
對仙女座 瞬所说的话，凱撒的立場是耳聽為虛、眼見為實，若是所言屬實，他將毫不猶豫地收拾教皇。瞬堅持不回去且要通過獅子宮，於是凱撒把清場任務交给“戈爾迪”，未曾想“戈爾迪”不但不发动攻击，反而和瞬亲昵得不得了。尽管如此，對於瞬“來自未來”的說法凱撒更難以相信。他将被击败的天雄星 迦楼罗 水镜带到瞬面前，以示警告，瞬不为所动，决定和凯撒战斗到底。当凯撒向瞬发动攻击后，戈尔迪却挡在他和瞬之间。随后天马赶到，责备凯撒不如戈尔迪，凯撒愤怒异常，戈尔迪向天马发动攻击，但天马为了公平却为戈尔迪治伤，戈尔迪由此对天马表现亲近，以唾液为其治伤，领凯撒大吃一惊，但凯撒也基于此判断天马、瞬、水镜三人是真正的圣斗士并非敌人，但凯撒同样疑惑一股巨大而邪恶的小宇宙向狮子宫逼近。这股小宇宙正是迪斯托尔带领的一群冥斗士。同时，凯撒感到施寂摩的小宇宙开始断断续续，猜测施寂摩在教皇厅可能遭遇了异变。戈尔迪干掉全部迪斯托尔带来的冥斗士，其后蚯蚓莱米偷袭凯撒被击败，迪斯托尔上前给予莱米最后一击。其后迪斯托尔告诉了凯撒水镜并未叛变的事实。凯撒随后放天马与瞬通过并让他们尽快赶往雅典娜身边。当迪斯托尔和一辉抵达狮子宫后，凯撒对一辉能逼退戈尔迪表示惊讶并询问一辉的名字。
与一辉交战，以闪电光速拳击中一辉后欲以等离子光速拳结束战斗，但被一辉以凤翼天翔化解。在为一辉止血后认可其为下一代狮子座黄金圣斗士。
凯撒的一对狮子宫的看门狮，雄性的戈尔迪和雌性的布隆迪均为当年因为童虎的蛮勇而使水镜不得不杀掉的一只母狮子的后代。
一般不自己出手，将敌人交给宠物狮子戈尔迪解决，光凭戈尔迪之力便几乎轻易全灭了迪斯托尔带来的全体冥斗士。
闪电光速拳（Lightning Bolt ）
打出时呈闪电能量波，犹如“狮子的獠牙”一般，超强的物理攻击。
等离子光速拳（Lightning Plasma）
每秒打出一亿拳光速拳的拳法，出招时光束会形成一张大网的形状来捕捉对手
处女座 释静摩
第六宮「處女宮」守護者，被誉为「最接近神的男人」，因为通过不说话来积聚小宇宙，也被称为“静寂的男人”。
释静摩是通過不說話來儲蓄小宇宙，只用意念之声传达给人，故他亦被稱为「沉默者」，也是黄金圣斗士中最有神性的。
在雅典娜穿越時空到達時，和金牛座 奥克斯、山羊座 以藏到達現場，但被教皇使開，後來释静摩感到教皇有些不正常，並阻止他刺殺成了嬰兒的雅典娜，但被突然出現的叛变的双鱼座 卡迪纳尔的「血腥玫瑰」撃中，而释静摩也籍着頑強的生命力帶雅典娜逃走，释静摩虽然摘掉了插在胸口的血腥白玫瑰，但释静摩胸口的伤口仍旧在流血，他努力想将自己的思念传达给其他的黄金圣斗士，释静摩的意念之声传达给了白羊座 史昂，告诉了教皇和卡迪纳尔叛变的事实。其后怀抱雅典娜被困于教皇制造出的「众神的迷宫」中。但即便如此，他仍以意念制造的结界以「佛陀的四门」将天雄星 迦楼罗 水镜困在了处女宫，在得知水镜选择了死门后非常震惊，得知水镜被雅典娜所救后也察觉到水镜的真实意图或许并非行刺雅典娜。其后收到水镜从桫椤双树园传来的血书，但由于“众神的迷宫”的存在，只得到“拾”和“參”二字，但这仍旧让施寂寞察觉到一个足以让整个圣域崩溃的重大预言。明白了“十三”含义的施寂摩努力寻找逃出众神的迷宫的道路，此时卡迪纳尔却突然出现。卡迪纳尔连续两次向释静摩发出匕首玫瑰，但均为释静摩化解，其后释静摩告诉了让卡迪纳尔震惊的第十三位黄金圣斗士蛇夫座圣斗士将要复活并摧毁圣域的消息。其后，释静摩对卡迪纳尔提到了第十三位黄金圣斗士的身份，而卡迪纳尔则惊讶地表示此人应该早就死了。
无响空间
释静摩在处女宫制造出来的结界，能让闯宫者听不到任何声音并破坏其大脑。
佛陀的四门
释静摩在处女宫制造的结界，分为生、老、病、死四门，在自己不在处女宫的情况下，也足以让闯入处女宫者有去无回。
天舞宝轮 Great Heaven Treasure Wheel
处女座最大奥义，代表宇宙绝对的真理，具攻防一体若陷入其中，就不能攻击，也无法逃离，而被剥夺六感，因此丧失对战斗而言极为重要的视觉，听觉以及第六感直觉。
吽形
在张开天舞宝轮的情况下开口，释放出宇宙终结的黑暗吞没一切。
处女座 沙加
出生地：印度
修行地：印度恒河流域
第六宫“处女宫”守护者，被称为“最接近神的男人”。
下一代处女座黄金圣斗士，且应在与其他下一代十一名黄金圣斗士共同撞破叹息之墙时阵亡。然而当天马和瞬在处女宫被施寂摩制造出来的无响空间困住之时，突然出现并替天马和瞬化解了无响空间。沙加的出现令瞬十分惊讶并且難以辨別其是否为实体。随后施寂摩和瞬都察觉到出现的沙加是残存的意念，因为瞬的圣衣曾因沙加的血而复活，因此在瞬的圣衣中保留了沙加的残存意念。佛陀的四门出现后，天马想要打开其中一扇门，但被沙加阻止，沙加告诉他无论打开哪一扇门都无法通过。施寂摩虽然知道沙加是自己未来的继承者，但还是质问沙加为什么要帮助入侵者并威胁若沙加再阻止自己的结界就将他也视做敌人消灭。随后两人都张开了天舞宝轮。面对施寂摩张开天舞宝轮后又张嘴释放出“神音”以“吽形”释放宇宙终结的黑暗，沙加睁开眼睛以“阿形”释放出宇宙诞生的光芒。二人的对抗导致无数宇宙和生命诞生之后毁灭,就在即将陷入超越“千日战争”的“无限战争”时，瞬与天马介入其中化解了两人天舞宝轮的对峙，但瞬与天马也陷入两个天舞宝轮之间的异次元世界中。沙加通过让施寂摩感受到毫无污垢的光芒，终于得到了施寂摩的信任。沙加随后告诉施寂寞瞬是自己处女座的继承者，请求施寂寞解除结界并将瞬与天马解救出来。随后沙加重新转入涅槃，施寂摩也解除处女宫的结界并将瞬与天马解救出来。沙加也被施寂摩称为自神话时代起，历代处女座中最强的。
唵 Om
把小宇宙最大限度增强。
不动明王 Hāṃ
张开强力的结界防御。
转法轮印 Mudra Seal
深入对手的思想中，解除对手的迷网与苦恼。
天魔降伏 Great Demon Capitulation
可配合小宇宙改变形态，也可转化为远程攻击，破坏力相当强大。
六道轮回 The Cycle Of The Six Ways
把对手的灵魂打入地狱界、饿鬼界、畜生界、修罗界、天界、人界中的一界，饱受折磨。
天空霸邪 魑魅魍魉 Evil Crusher Spirit
召唤魑魅魍魉的妖怪们把对手吞噬。
天舞宝轮 Great Heaven Treasure Wheel
处女座最大奥义，代表宇宙绝对的真理，具攻防一体若陷入其中，就不能攻击，也无法逃离，而被剥夺六感，因此丧失对战斗而言极为重要的视觉，听觉以及第六感直觉。
阿形
在张开天舞宝轮的基础上睁开眼睛，释放出宇宙诞生的光芒吞没一切。
天秤座 童虎
出生地：中国江西
修行地：中国庐山五老峰
第七宮「天秤宮」守護者，被稱為「猛虎」。
与史昂一样，原本是青铜圣斗士，由於實力強大，为准备这个时代的圣战而被晋升为黄金圣斗士。
天馬为帮助亚伦前往哈迪斯城但遭到史昂和童虎的制止，随后3人一起前往哈迪斯城却被結界弱化90%力量，遭遇冥界三巨头 天贵星 狮鹫 维梅尔险些被杀害，但遇見成為已成為天雄星 迦楼罗的水镜，後因冥鬥士要回城集合，三人得已保命，童虎在巨爵座的水中看到了自己未来的样子（原作中老人的模样）而大吃一惊。
当紫龙从未来穿越前来坠落在天秤宫前后对紫龙讲述的未来二人的师徒关系将信将疑，要求紫龙若想前进必须将自己打倒，但紫龙表示自己不能对在未来对其有大恩的师傅动手，当自己使出的「庐山升龙霸」被紫龙挡下后非常吃惊，紫龙向其解释这正是他未来传授给紫龙的招数，随后看到了紫龙脱下圣衣后背上的升龙纹，见到升龙纹后，童虎虽然相信紫龙就是天秤座的继承人并亮出了自己背上的虎纹，但仍旧要紫龙展示出「庐山升龙霸」加以确认，师徒二人同时使出升龙霸，威力相互抵消，童虎终于完全相信了紫龙就是自己未来的徒弟并知道了自己未来会以“众神假死之法”度过243年。
其后，童虎告知了紫龙雅典娜到达圣域的消息并告诉了紫龙自己的不安，放紫龙通过天秤宫赶往雅典娜身边，自己则留下对付到达的水镜。在感觉到水镜使出的冰枪白莲华里已经没有力量后流泪让水镜告诉自己一切并称其为自己从孩提时代就开始的挚友，自己会守护他。然而水镜称童虎仍旧是个无趣的男人并给予童虎一击，童虎则表示他从数年前的因为自己的蛮勇而使水镜不得不杀掉一只刚生了小狮崽的母狮的事件中吸取了教训，自己不会在进行不必要的战斗，但水镜仍旧表示会消灭挡在自己面前的任何人。
其后水镜使出自己的最大奥义冰枪百牙旋岚，童虎也只好使出自己的最大奥义庐山百龙霸对拼，两人皆被击飞。当天马和瞬赶到天秤宫时，他们发现童虎抱着水镜正在吟唱唐朝于武陵的《劝酒》诗为水镜送别。当天马和瞬赶到后，童虎告诉他们水镜的内心是真正的男子汉，在冥衣脱离水镜身体后，童虎让天马为水镜穿上了巨爵座白银圣衣。此后，童虎脱下天秤座黄金圣衣向天马和瞬展示正义的天平已经倾向了力量一方，童虎转述水镜内心的话说水镜并没有背叛雅典娜并且此后圣域还会有黄金圣斗士向雅典娜举起叛旗，因此童虎表示自己只能“背叛”雅典娜了。天马和瞬对童虎的说法表示惊讶，认为天平的倾斜表示教皇已经叛变，而自己必须感到雅典娜身边。童虎也认同教皇叛变，但仍旧表示自己要取下雅典娜的首级，随后童虎向天马出手，但被瞬阻止，瞬告诉童虎自己是从未来前来的圣斗士。童虎相信了瞬并告诉了他紫龙的事情，但童虎仍旧表示要遵循水镜的意志杀死雅典娜，随后童虎向瞬和天马出手。童虎轻松将二人击败，在正要给二人最后一击时，一条蛇突然出现，童虎验证了水镜的话，但同时苦恼自己想不出办法，并向史昂发出呼唤。
廬山昇龍霸 Rozan Sho Ryu Ha
将全身力量集中于右拳进行攻击。
廬山龍飛翔 Rozan Ryu Hi Shou
用身體直線型的衝撞敵人的攻擊。
廬山亢龍霸 Rozan Kou Ryu Ha
可以消灭任何人，是真正的无敌绝招，但同时也会让自己付出生命的代价。
廬山百龍霸 Rozan Hundred Dragon Fist
天秤座最大奧義，相当于升龙霸一百倍的威力，穿透力强，故具备十分强大的杀伤力。
天蠍座 艾卡拉特
第八宮「天蠍宮」守護者。
在黃金聖鬥士中，第一個明確表示站在奧德修斯一方的人。
幼年曾被蝎子蛰过，所以全身会变得透明，之后在奧德修斯的治疗下才能保住性命。
念力拘束 Restriction
使對手不能活動，玩弄於股掌之中。
深紅毒針 Scarlet Needle
一共有十五擊，雖然只是針孔般大小的傷害，卻在引發劇痛和飆血下徹底殺死對手，前十四針給敵人最長的悔過時間。
深紅毒針 赤色巨星 Scarlet Needle Antares
天蠍座最大奧義，深紅毒針最後一針，貫穿敵人，中者全身劇痛和飆血而痛苦地死去。
蛇夫座 奧德修斯
被称作阿斯克勒庇俄斯的转世。
他用自己的医术治愈所有人的伤病，甚至能够拯救生命，让逝去之人复活，整个圣域没有哪个人没被奥德修斯拯救过（但74话中山羊座以藏声称自己在日本修行，没有受过奥德修斯的恩惠）。
奥德修斯是某星座的白銀聖鬥士（未知是否蛇夫座），專門負責救治而不能發起攻擊，被公认为最接近神话时代中具救治神力的蛇夫座黄金圣斗士，如果蛇夫座黄金圣斗士要重新降临圣域，那么最可能的人选就是他。
擁有黃金之血。
神話時代，醫神阿斯克勒庇俄斯因某些原因觸怒眾神，而被貶到圣域，成為第十三个黄金圣斗士——蛇夫座，以自己的医术拯救了无数人，甚至可以起死回生，因此被世人像神一样的崇拜。日久天长，蛇夫座认为自己足以与神并列，试图再次成为神，这种挑战神灵权威的举动再度激怒了诸神，被雅典娜從聖域深處-兇區，拋落直達冥界最底層的塔爾塔洛斯之獄，那處是主神宙斯推翻父親克羅洛斯奪權後，把其及一眾泰坦巨神放逐囚禁的永恆牢獄，就連掌管冥界的冥王哈迪斯都不敢接近。
奧德修斯就是阿斯克勒庇俄斯在現世轉生的肉體，本來阿斯克勒庇俄斯被封印於獄中是無法順利復活的。但未來的雅典娜企圖穿越到過去時空，擾亂了時間秩序，導致他有了復活的機會。奧德修斯為了取得情報而與阿斯克勒庇俄斯達成協議而合而為一。奧德修斯從其口中得知未來雅典娜為救星矢的個人理由而穿越到過去，卻間接妨礙到過去雅典娜遲遲未能覺醒，甚至可能導致聖鬥士被冥王軍被打敗。
奧德修斯托付教皇及水鏡為了聖戰取勝，必須殺死未來雅典娜後，服毒自殺希望阻止阿斯克勒庇俄斯在體內覺醒復活。但阿斯克勒庇俄斯表示只要未來雅典娜造成的天地異變繼續存在，他始終會連同奧德修斯一同復活。
蛇夫座黄金神斗士是目前车田正美作品中覆盖率最高的黄金圣衣，超过之前的双子座黄金圣衣。
在蛇夫宮出現後，位於宮內的蛇夫座黃金聖衣飛往墓地，把已死的奧德修斯復活。而奧德修斯自此以第十三名黃金聖鬥士－蛇夫座黃金聖鬥士的身份復活。
復活後現身在白羊宮並詢問史昂選擇跟隨誰。當史昂回答自己選擇效忠雅典娜後，便把「覺醒之法」解除再讓史昂陷入沉睡。
射手座 格式塔
第九宮射手宮的守護者。是一个人马。
摩羯座 以藏
第十宮「山羊宮」守護者，使用「手刀」作戰，称为“魔斬”，其手刀可以切开接触到的一切。
代替金牛座 奥克斯将天马三人打下悬崖，其后他们理解了前辈对他们的鞭策，从奥克斯口中知道了冥王复活的事情，对雅典娜还没有降临圣域的状况感到担心，在雅典娜穿越時空到達時，和奥克斯、处女座 释静摩到達現場，但被教皇使開，鎮守山羊宮。
雅典娜城户纱织从未来降临圣域之后，以藏虽然感到不安，但是被一股神秘的小宇宙所阻拦，无法了解到真相。
在最新的连载中，蛇夫座 奥德修斯的使者萨麦尔开始在圣域四处威胁黄金圣斗士们，要他们投靠奥德修斯，但以藏以自己在日本成长，从未受过奥德修斯恩惠为由加以拒绝，表明了自己忠于雅典娜的立场。
之后面对带雅典娜突破至此的冰河，以藏表示虽然水瓶座密斯托里亚放行的人值得信赖，但仍要确认冰河是否有为雅典娜而死的觉悟，随即对冰河发动了攻击。
按照冰河的说法，以藏可能比SS时代的山羊座圣斗士修罗更强。
以藏的名字原型是日本历史上的著名剑客冈田以藏。
聖劍 Excalibur
山羊座最大奧義，利用小宇宙凝聚手刀上，其銳利程度簡直就是「聖劍」，可以切开接触到的一切。
水瓶座 密斯托里亞
第十一宮「水瓶宮」守護者。被处女座释静摩称为「圣域最高洁男子」的人，轻易用冻气冻结了空降水瓶宫的冰河，之后被重伤的释静摩托付了来自未来的雅典娜，但冰河试图从他手中夺回女神，密斯托里亚表示需要战胜自己才能夺走雅典娜，两位冻气战士以极光处刑对决，冰河成功冻结水瓶座黄金圣衣，密斯托里亚因此认同冰河是未来的水瓶座继承者，将雅典娜交托给冰河让他前往山羊宫。
之后面对自称蛇夫座奥德修斯使者的蛇群，密斯托里亚虽然犹豫不决，但还是对蛇群发起了攻击，认为最终选择只能在蛇夫座真正出现时才能做出。
極光雷電攻撃 Aurora Thunder Attack
雙手發出巨大的凍氣竜卷風，連大瀑布也可瞬間涷結。
極光處刑 Aurora Execution
水瓶座最大奧義，產生七彩極光色的涷氣，對手會被冰封然後再粉碎落下。
双鱼座 卡迪纳尔
第十二宮「雙魚宮」守護者，使用「毒玫瑰」作戰。
認為人不总是盲目地跟着正确地路走，所有的生物都有死去的一天，自然法则无人可避，所以投靠冥王哈迪斯，認為這樣才能远离死亡的恐惧，死后才能得到真正的安宁。
在处女座 施寂摩阻止教皇以短剑襲擊穿越時空到達雅典娜 城户沙织時突然出現，以「血腥玫瑰」襲擊施寂摩並向教皇道出自己叛變的理由，在施寂摩逃走後被教皇派去追擊他。
最终在教皇厅追上被困于众神的迷宫中的施寂摩，卡迪纳尔连续两次向施寂摩发出匕首玫瑰，但均为施寂摩化解，其后施寂摩告诉了让卡迪纳尔震惊的第十三位黄金圣斗士蛇夫座圣斗士将要复活并摧毁圣域的消息，在听到施寂摩道出第十三位黄金圣斗士的身份后惊讶地表示此人应该早就死了。在施寂摩因为遥控在处女宫释放天舞宝轮而消耗大量体力晕倒后，雅典娜落入卡迪纳尔手中。
卡迪纳尔将自己得到的所谓雅典娜和施寂摩的首级带到教皇面前却被教皇指出这只是两颗石头，教皇告诉卡迪纳尔他被骗了，并要他再去尽快取得雅典娜的首级，否则一切都将会终结。当卡迪纳尔再度赶到教皇厅时，发现雅典娜城户沙织以小女孩的形态出现在施寂摩面前并告诉她自己因为被柯罗诺斯扰乱了端粒才会出现变小的情况。城户沙织告诉施寂摩自己是怀着目的来到这个时代的并且不是他们这个时代的雅典娜后为施寂摩治好了伤并准备离开。此时，卡迪纳尔发动攻击，施寂摩为城户纱织挡住了卡迪纳尔的攻击，当卡迪纳尔再度攻击时，城户纱织将他的攻击反弹了回去，卡迪纳尔晕倒。其后，城户纱织通过在卡迪纳尔身上发现的阿里阿德涅线团走出众神的迷宫。
匕首玫瑰 Dagger Rose
无数玫瑰如匕首一般射向对手。
血腥玫瑰 Bloody Rose
雙魚座最大奧義，當花吸滿對手的血變紅後對手便會死亡。

##### 教皇
聖闘士之首，雅典娜的補佐、聖域的最高権力者，其「仁、智、勇」「心、技、體」都是最出眾的「最強的聖闘士」，雅典娜不在時代理事務，通常由黃金聖闘士當中或先代教皇直接指名當選。
教皇
武器：黃金短剑
表面上已經投靠冥王哈迪斯，認為這樣才能远离死亡的恐惧，死后才一定能得到真正的安宁。實際上從奧德修斯口中得知來自未來的雅典娜（沙織）會妨礙到過去雅典娜遲遲未能覺醒，甚至可能導致聖鬥士被冥王軍被打敗，因而選擇刺殺沙織。
派巨爵座 水镜前往极乐净土探查，同时将还是青铜圣斗士的史昂和童虎二人提升为黄金圣斗士，但是使開了到達現場的金牛座 奥克斯、魔羯座 以藏和处女座 释静摩，並以「黃金短剑」襲擊穿越時空到達智慧女神 雅典娜 城户沙织，但被感到教皇有些不正常的释静摩回來救走沙织，此時叛變的双鱼座 卡迪纳尔突然出現並以「血腥玫瑰」襲擊释静摩，教皇命令卡迪纳尔追擊逃去的施寂摩。其后制造出「众神的迷宫」困住雅典娜和施寂摩。当卡迪纳尔将自己得到的所谓雅典娜和施寂寞的首级带到教皇面前却被教皇指出这只是两颗石头，教皇告诉卡迪纳尔他被骗了，并要他再去尽快取得雅典娜的首级，否则一切都将会终结。
众神的迷宫
众神也无法逃脱的異次元世界。

#### 哈迪斯军
司掌『冥界』之王 哈迪斯 亚伦
- 出生地：意大利

这个时代的冥王哈迪斯的寄宿体，无父无母的孤儿，从小就佩带着刻有“YOURS EVER”字样的项链。
在年幼时在雪山避难时与天马相遇，为了取暖不惜把重要的画具当作柴火烧掉，是个心地善良的少年。當天马把自己的衣服和食物給偷走被巨爵座 水镜捉回来的时候依然庇护说是自己把东西给他的。之後跟隨天馬的同時認識他的青梅竹馬紗夏。面對紗夏突然昏睡不醒感到震驚不已。
在被本地人称为极乐净土的花园采花时，遇上知道自己是这个时代冥王的寄宿体而准备行刺的天秤座 童虎和白羊座 史昂但被天马所救，但之后在古老的圣堂中听到呼唤自己的声音而被吸引入内，然後在潘多拉的引导拔出插在里头的冥王的配剑觉醒为哈迪斯，之后被潘多拉带到出现在地上的哈迪斯城里。

##### 手下神祗
命运女神 刻尔 ケール
外传登场的女性邪神，双子神的妹妹。现代“撒加之乱”的罪魁祸首。
在撒加和加隆两名双子座出生前，将携带有恶灵意识的凶星依附在他们的身上，恶灵最终选择撒加，某日来到海因斯坦城（哈迪斯城）将计划告知被封印在盒中的兩名兄長双子神，原本以为邪灵在加隆身上刻尔前去引导，不曾想邪灵附身在撒加的身上，随后又去雅典娜神殿处见到身着教皇服的撒加，引导撒加謀杀刚出生的雅典娜後随即离开。十三年后，當邪灵從撒加遭遇雅典娜之盾給照射被驅逐後，直接親手消灭邪灵。误将出现在自己面前的加隆认作撒加，后来与加隆发生對峙時被加隆凭借海皇的三叉戟給弄伤逃走時弄昏加隆，對加隆是怎么得到三叉戟的時感到疑惑，企圖将剩余邪灵的残骸放入加隆的身上让他把海皇波塞冬给牵扯进来引发圣域和海界的战争。
漫画海皇篇剧情：星矢等人封印海皇后，非常满意加隆的做法并表示他已毫无用处，介于目前圣海两军已经两败俱伤，认为冥王军能够一口气称霸地上界時急切的渴望哈迪斯复活。漫画冥王篇中在冥界冰之地狱中与撒加、阿布罗狄、迪斯马斯克三名黄金圣斗士商议以永恒的生命为条件反叛雅典娜的為由釋放出来讓他們往圣域的方向前進。

##### 冥鬥士總指揮
潘多拉
引導亚伦成為冥王哈迪斯的冥界指揮官亦是哈迪斯的姊姊的謎樣女子。
在哈迪斯城內命令水镜进攻圣域，并且告知维梅尔在圣域里安插有冥方的奸细。當维梅尔听到水镜军团全灭的消息打算请求出击時，拒絕维梅尔的請求。在得知水镜阵亡后決定派遣维梅尔前往圣域。

##### 冥界三巨头
立于冥界顶点的三位冥鬥士，冥界最高权力者，统领冥界的三巨頭，共有三人，位於冥鬥士最上層的最強的戰士，擁有災難性的破壞力量，因為自己的強大而驕傲， 而互相牽制麾下各自有冥鬥士組成軍團，身穿『冥衣』。
天雄星 迦楼罗 水镜
天雄星 迦樓羅 冥界三巨头之一
原是巨爵座白银圣斗士，使用「水」作戰，能把大空中的水份集中一點形成水分子護盾，就算是微弱的水汽經由「小宇宙」操摐也能切斷鋼鐵。
水清的哥哥，天马座 天马的师父。
幼时与史昂和童虎一起进行圣斗士的修行，但其仁、智、勇均比二人优越，因此用了很短的时间就升格到白银圣斗士级别，三人为刎颈之交。
因為水清身患重病，因冥斗士之言而被迫加入冥王軍。在把「天马座圣衣」授予天马之后，便奉教皇之命赶赴极乐净土，但后来却失去踪影。再次出现在天马等人的面前时成为冥界三巨头之一天雄星迦楼罗冥斗士而且向天馬他們下殺手，但由於要回城集合所以收手。
冰枪白莲华
將大氣中的水份結晶化成獠牙，射出眾多的冰之槍，威力足以貫穿黄金圣衣。
冰枪百牙旋岚
巨爵座最大奥义，将无数结晶的冰枪如旋风一般旋转释放。
天贵星 狮鹫 维梅尔
天貴星 葛利芬 冥界三巨頭之一
使用「傀儡線」作戰
在地上的哈迪斯城外遇到被削弱力量90%的天马座 天马、白羊座 史昂和天秤座 童虎三人，随即以「星辰傀儡線」对他们展开攻击，对原本身为圣斗士的巨爵座 水镜保持着不信任的怀疑态度，但由於要回城集合所以沒有除掉天馬三人。
在听到水镜军团全灭向潘多拉请求出击卻被拒絕，在水镜阵亡后获得潘多拉批准前往圣域。通过黄泉比良坂抵达后，聽到迪斯托尔却表示他要将自己带到十二宫去的士感到很介意，面对一辉对其叛变的质问，迪斯托尔则回答自己的原则是避免不必要的战斗。其后一会干掉维梅尔军团的冥斗士，其后被维梅尔的星辰傀儡线操纵。此时，迪斯托尔干扰了维梅尔并将一辉送往了另一个空间。此后，迪斯托尔计划用沉默之棺材打败维梅尔。然而维梅尔没有上当，正在此时，迪斯托尔在黄泉比良坂的死人队列中发现了水镜。面对维梅尔对水镜的奚落，迪斯托尔大怒，这也成功诱使维梅尔开口被吸入沉默之棺中。当迪斯托尔打算离开时，维梅尔在沉默之棺中操纵之前在外面缠在一辉身上的傀儡线缠住了迪斯托尔的脖子，並操纵迪斯托尔打开沉默之棺，随后维梅尔操纵迪斯托尔做出各种扭曲的动作，就在维梅尔要夺取迪斯托尔性命之際，一辉顺着傀儡线赶到并反向操纵了维梅尔。迪斯托尔问一辉为何回来，一辉表示自己是有借有还，随后一辉烧掉了傀儡线并以凤凰幻魔拳击中了维梅尔，就在一辉要结果维梅尔之时，迪斯托尔表示自己要亲手结果维梅尔并以一击桃尻爆弹将维梅尔击落黄泉比良坂。
星辰傀儡線 Cosmic Marionettion
天貴星獅鷲最大奧義，以无形的傀儡線操控對手，玩弄於股掌，甚至撕碎對手。
天猛星 雙足飛龍 夏卡爾
使用「暗」來作戰
當天马座 天马與哈迪斯 亞倫的好友兼女神 雅典娜的轉世萨莎沉睡時，奉潘多拉之命將萨莎帶走的同時将天马給打成重伤。
最大警戒 Greatest Caution
天猛星雙足飛龍最大奧義，產生巨大的黑暗波動於雙掌，猶如暴雨散彈般射出把對手給摧毀。

##### 冥斗士
天间星 阿刻戎 卡戎
阿刻戎河的冥斗士，使用“划桨”作战，由神话时代起，他一直是运送亡魂的船夫，而且亡魂需要他来渡河时，也要付出费用，和人间没有分别。

### 后世 1990年

#### 雅典娜军
司掌『智慧』女神 雅典娜 城户沙织
已經穿越時空到逹243年前，請參見上代 雅典娜

##### 青铜圣斗士
天马座 星矢
天马星座圣斗士
使用「流星拳」作戰，被稱為「天界大罪人」「弑神的天馬座」，擁有超越凡人擊倒眾神的「弑神之力」。
圣斗士星矢原著年代（1990年）圣斗士，在与冥王哈迪斯的激战中为救沙织而被哈迪斯的剑刺中胸口，此后一直处于昏迷状态，并且由于哈迪斯的怨念化成「无明之剑」（Invisible Sword）依然刺在自己的胸口中生命危在旦夕，而且生命只剩下三天。
第30话中，堕天使斗马奉卡利斯托之命到圣域取星矢首级。在危急时刻因為魔铃和冰河出现而獲救。
白鸟座 冰河
圣斗士星矢原著年代（1990年）圣斗士，已經穿越時空到逹二百四十三年前，請參見上代 青铜圣斗士
仙女座 瞬
圣斗士星矢原著年代（1990年）圣斗士，已經穿越時空到逹二百四十三年前，請參見上代 青铜圣斗士
凤凰座 一辉
圣斗士星矢原著年代（1990年）圣斗士，已經穿越時空到逹二百四十三年前，請參見上代 青铜圣斗士
天龍座 紫龍
圣斗士星矢原著年代（1990年）圣斗士，已經穿越時空到逹二百四十三年前，請參見上代 青铜圣斗士

##### 白銀圣斗士
天鷹座 魔铃
圣斗士星矢原著年代（1990年）圣斗士，哈迪斯一战后一直留守聖域，阻止了準備殺死星矢的睡天使 斗马 ，同时感觉到好像以前在哪里见到过这个天斗士。
发现莎尔娜有些不对劲后跟随她来到射手宫和天蝎宫的重点并发现了传说中的魔宫蛇夫宫的遗迹从而想起了关于第十三位黄金圣斗士蛇夫座圣斗士的传说。随后莎尔娜精神异常并向魔铃发起攻击，魔铃击落其面具后，莎尔娜精神恢复正常。这促使魔铃对蛇夫宫遗迹的历史产生兴趣。
蛇夫座 莎尔娜
圣斗士星矢原著年代（1990年）圣斗士，在冰河认为要赶快到过去助雅典娜参战但又担心星矢会再遭天斗士袭击犹豫不决时出现，表示星矢可以交由她和魔铃来保护，并让冰河赶紧去过去的雅典娜的身边。
在守护星矢时出现头晕并前往十二宫求证，在射手宫与天蝎宫的中点发现了传说中的魔宫蛇夫宫的遗迹并告诉了跟随她的魔铃随着第十三位黄金圣斗士蛇夫座圣斗士的复活，世界毁灭之日即将到来。随后莎尔娜精神异常的向魔铃发起攻击，被魔铃击落面具后精神恢复正常。这促使魔铃对蛇夫宫遗迹的历史产生兴趣。

#### 奧林匹克之眾神
司掌『月亮』女神 阿尔忒弥斯
武器：阿尔忒弥斯權杖
对前来求助于解救天马座 星矢的妹妹的轉世 智慧女神 雅典娜 城戶沙織的态度冷淡，并斥责她為了包容人类跟海皇和冥王產生做對的方式，還告誡雅典娜如果觸怒天帝之神宙斯將會貶去神力轉成凡人的懲戒後果，最终被雅典娜以寧願要接受懲處的覺悟所感动，说出穿越时空解救星矢的方法。
司掌『太陽』之神 阿波羅
阿尔忒弥斯與雅典娜的兄長。

##### 月衛士
阿尔忒弥斯军麾下的戰士，女性皆多。
月神的侍女 卡利斯托
武器：權杖
月神的侍女、统括月衛士的存在
私下自作主张，派遣麾下的拉斯库蒙带手下追杀智慧女神 雅典娜 城戶沙織和仙女座 瞬但以失敗而終。之後前往阿尔忒弥斯城外的月之牢，釋放原天界的战士天斗士睡天使 斗马，命他尽情发挥天斗士的力量去雅典娜的圣域取青铜圣斗士天马座 星矢的首級。
睡天使 斗马
天界的战士天斗士
初登場時是落魄的姿态，卻擁有满涨的小宇宙，是個危险的男人。
拥有人类之中最接近神的格斗技，体力等方面也接近神明。
已成为天界追殺的单翼堕天使，被囚在阿尔忒弥斯城外的「月之牢」，被載上一個会勒紧自己的脑袋的面具，卡利斯托只要稍微想一想就能将自己的头粉碎掉。
後來卡利斯托來到月之牢，被命去雅典娜的圣域取青铜圣斗士天马座 星矢的人头回来，斗馬認為自己也曾为天界的战士天斗士，区区一个青铜圣斗士的首级是不会去取，卡利斯托道如果完成使命就会摘掉面具并且重返斗马自由之身，斗马服從後，托卡利斯托把自己的天衣准备好。
斗马來到地上历1990年圣域，並準備取星矢的人头，斗马感到星矢的小宇宙和生命力几乎都消失殆尽，就算放着不管也活不了多久，但想起取下他的首级就能自由，从这个面具的可怕束缚里解脱，就能去找自幼失散很多年的姐姐，因為星矢的花環散發出神的小宇宙，不能再靠近他，打算要殺掉星矢的時候被天鷹座 魔铃出面阻止，正打算要殺掉魔铃時，突然遭受一股冻气襲撃，發現是白鸟座 冰河，在使出天上的战士 天闘士之拳時，原來刚才防守的时候被他的「钻石星尘」击中時拳头被冻结，並先记下这次的胜负後消失。
后在撤退途中感觉到魔铃好像以前在哪里见过的时候，回忆起自己和姐姐分别时的场景。
其后跟踪冰河来到庐山并打醒天龍座 紫龙，其后继续追踪冰河而去。
在奥林匹斯山追上冰河，但反被冰河以“冰之环”給封住。
游击队长 拉斯库蒙
月衛士游击队长
使用「箭」作戰
奉卡利斯托之命前往追杀智慧女神 雅典娜 城戶沙織和仙女座 瞬，在以「深红毒蛇」击倒瞬后被赶到的凤凰座 一辉給殺。被一辉称自己之所以能击倒瞬是因为瞬不喜欢战斗。
深红毒蛇 Crimson Viper
拉斯库蒙最大奧義，猶如蛇一般的箭追殺對手。

#### 时之神
司掌『时空』之神 柯羅諾斯
掌管时空的无实体的超神，超越一切时空的唯一神
雅典娜在「時空之門」中找到衪，「時空之門」是笼罩大宇宙所有星云（每一个星云都有传送到其他世界的力量，有的星云能传送到过去、未来，有的星云能传送到完全不同的宇宙世界）過去、现在还有未來交錯混雜超越於时空之外的世界，因為被雅典娜、仙女座 瞬與月之魔女 赫卡忒給打擾的緣故，所以把赫卡忒給撕裂粉碎消散於一千光年之遙的彼端，之後得知雅典娜的身份並知道衪的目的，把雅典娜和瞬送到二百四十三年前的聖戰，但告訴他們只有三天的時間(超過三天便以後回不來現世)，而且還吩咐不可以改變歴史，但還是故意使雅典娜退回嬰兒狀態觀看這場戰爭的走勢。

#### 其他
月之魔女 赫卡忒
初登场时为一老太婆，已经活了数千年，在雅典娜 纱织和仙女座 瞬刚到达奥林匹斯山时出现在他们面前，并以索取纱织的头发来恢复青春为条件给他们指引通往月之神殿的道路，当雅典娜和瞬出发寻找柯羅諾斯的时候，以恢复青春的姿態又再次出现为瞬和纱织带路寻找时空之神 柯羅諾斯，由於打擾到柯羅諾斯的緣故，因此自己被柯羅諾斯給撕裂粉碎消散於一千光年之遙的彼端，但幸好安全回來。
在遇上在奥林匹斯山迷路时的白鳥座 冰河，向冰河转达一辉“先走一步”消息，面對天龍座 紫龙要以天秤座 童虎所留下的手杖作为报酬后，帶他找到冰河，在冰河以“冰之环”封住斗马后，帶領冰河與紫龙来到时空之湖，事後却不肯接受童虎的手杖并表示从手杖中感受到强大的小宇宙，因此手杖是日后守护紫龙的重要物件。

## 各話標題
| 話數 | 日文標題  | 中文標題           | 話數 | 日文標題 | 中文標題              | 話數 | 日文標題 | 中文標題         |
| ---- | --------- | ------------------ | ---- | -------- | --------------------- | ---- | -------- | ---------------- |
| 00   | Prologue① | 序章               |      |          |                       |      |          |                  |
| 01   |           | 童虎與希歐         | 02   |          | 亞倫                  | 03   |          | 天馬             |
| 04   |           | 朋友               | 05   |          | 冥王之劍              | 06   |          | 冥王覺醒         |
| 07   |           | 哈迪斯城           | 08   |          | 冥鬥士                | 09   |          | 结界             |
| 10   |           | 水鏡               | 11   |          | 温暖                  | 12   |          | 巨爵座之水       |
| 13   |           | 以藏與奥克斯       | 14   |          | 花鏈                  | 15   |          | 月之神殿         |
| 16   |           | 只要有愛           | 17   |          | 拉斯庫蒙              | 18   |          | 不死鳥           |
| 19   |           | 時空之門           | 20   |          | 女神降生              | 21   |          | 教皇的短劍       |
| 22   |           | 回到女神身邊       | 23   |          | 敵人在聖域            | 24   |          | 水晶牆           |
| 25   |           | 血淚               | 26   |          | 女神的路標            | 27   |          | 白羊宮的死鬥     |
| 28   |           | 水清               | 29   |          | 冰槍                  | 30   |          | 折翼的堕天使     |
| 31   |           | 雙子宮的迷宮       | 32   |          | 邁向死鬥的預感        | 33   |          | 双子宫的死鬥     |
| 34   |           | 雙子座的亞伯       | 35   |          | 光(凱因)與影(亞伯)    | 36   |          | 棺材店的迪斯托爾 |
| 37   |           | 沉默之棺           | 38   |          | 魔皇拳的活祭          | 39   |          | 那一天的温暖     |
| 40   |           | 腳步               | 41   |          | 為了不知何時的那一天… | 42   |          | 起死回星         |
| 43   |           | 獅子座的凱薩       | 44   |          | 光之拳                | 45   |          | 神的惡作劇       |
| 46   |           | 眾神的迷宫         | 47   |          | 戰士的情份            | 48   |          | 火炎的友情       |
| 49   |           | 死門               | 50   |          | 偉大的光              | 51   |          | 龍與天鵝         |
| 52   |           | 龍虎師徒           | 53   |          | 繼承者                | 54   |          | 魔宫             |
| 55   |           | 第十三位黄金聖鬥士 | 56   |          | 我的朋友              | 57   |          | 天舞寶輪         |
| 58   |           | 阿吽               | 59   |          | 蠻勇                  | 60   |          | 神的小宇宙       |
| 61   |           | 送别朋友之詩       | 62   |          | 反判的旗幟            | 63   |          | 黄泉的死鬥       |
| 64   |           | 娑婆陀芭陀亚       | 65   |          | 葬列                  | 66   |          | 蟹座无残         |
| 67   |           | 桃爆               | 68   |          | 御使                  | SP   |          | 女神之誓         |

## 出版書籍
| 集數 | 講談社        | 講談社                 | 玉皇朝        | 玉皇朝                 | 青文出版社     | 青文出版社             |
| 集數 | 發售日期      | ISBN                   | 發售日期      | ISBN                   | 發售日期       | ISBN                   |
| ---- | ------------- | ---------------------- | ------------- | ---------------------- | -------------- | ---------------------- |
| 1    | 2009年2月6日  | ISBN 978-4-253-13271-8 | 2009年7月     | ISBN 978-988-8034-81-9 | 2010年12月25日 | ISBN 978-986-256394-6  |
| 2    | 2010年3月8日  | ISBN 978-4-253-13272-5 | 2010年7月     | ISBN 978-988-8048-81-6 | 2011年8月11日  | ISBN 978-986-256847-7  |
| 3    | 2010年12月8日 | ISBN 978-4-253-13273-2 | 2011年4月     | ISBN 978-988-8089-72-7 | 2012年7月25日  | ISBN 978-986-310135-2  |
| 4    | 2011年12月8日 | ISBN 978-4-253-13274-9 | 2012年3月     | ISBN 978-988-8128-53-2 | 2013年1月25日  | ISBN 978-986-310436-0  |
| 5    | 2012年4月6日  | ISBN 978-4-253-13275-6 | 2012年7月     | ISBN 978-988-8168-19-4 | 2013年10月25日 | ISBN 978-986-310840-5  |
| 6    | 2012年12月7日 | ISBN 978-4-253-13276-3 | 2013年7月     | ISBN 978-988-8169-66-5 | 2014年5月25日  | ISBN 978-986-356017-3  |
| 7    | 2013年8月8日  | ISBN 978-4-253-13277-0 | 2013年12月    | ISBN 978-988-8251-87-2 | 2015年6月25日  | ISBN 471-8-016-1321-6  |
| 8    | 2013年12月6日 | ISBN 978-4-25313278-7  | 2014年3月     | ISBN 978-988-8252-32-9 | 2016年6月25日  | ISBN 471-8-016-01860-0 |
| 9    | 2014年6月20日 | ISBN 978-4-253-13279-4 | 2014年7月     | ISBN 978-988-8302-30-7 | 2016年11月25日 | ISBN 471-8-016-01965-2 |
| 10   | 2016年6月8日  | ISBN 978-4-253-13280-0 | 2016年7月     | ISBN 978-988-8379-62-0 |                |                        |
| 11   | 2017年9月7日  | ISBN 978-4-253-13281-7 | 2018年1月     | ISBN 978-988-8436-95-8 |                |                        |
| 12   | 2018年5月8日  | ISBN 978-4-253-13282-4 | 2018年7月     | ISBN 978-988-8507-41-2 |                |                        |
| 13   | 2021年6月8日  | ISBN 978-4-253-13283-1 | 2021年9月3日  | ISBN 978-988-8742-70-7 |                |                        |
| 14   | 2023年4月7日  | ISBN 978-4-253-13284-8 | 2023年7月19日 | ISBN 978-988-8841-24-0 |                |                        |
| 15   | 2024年5月8日  | ISBN 978-4-253-13285-5 | 2024年8月22日 | ISBN 978-988-8886-38-8 |                |                        |
| 16   | 2024年11月8日 | ISBN 978-4-253-13286-2 | 2025年4月9日  | ISBN 978-988-8908-73-8 |                |                        |